# Chuck Williams
Pour les articles homonymes, voir Williams et Charles Williams.
Edward « Chuck » Williams, né le 6 juin 1946 à Boulder, dans le Colorado, est un ancien joueur américain de basket-ball. Il évolue au poste de meneur.

## Palmarès
- Meilleur passeur ABA 1973
- 3 fois All-Star ABA (1973, 1976)